# 歴代NWA世界ヘビー級王者
歴代NWA世界ヘビー級王者（れきだいNWAせかいヘビーきゅうおうじゃ）は、NWAが管理するチャンピオンベルトであるNWA世界ヘビー級王座を獲得したことがある人物の一覧である。
ジャイアント馬場の初獲得を第49代とした場合で一覧は構成しており、旧NWAの初代から第37代を参考として掲載している。

## 初代 - 第37代（NWA発足以前）
| 歴代   | レスラー                     | 戴冠回数 | 戴冠日付       | 戴冠場所、実際のタイトル                                                                                             |
| ------ | ---------------------------- | -------- | -------------- | --- |
| 初代   | フランク・ゴッチ             | 1        | 1905年10月 000 | |
| 第2代  | フレッド・ビール             | 1        | 1906年12月 1日 | ニューオーリンズ、American Mixed-Styleヘビー級王座                                                                   |
| 第3代  | フランク・ゴッチ             | 2        | 12月16日       | カンザスシティ、American Mixed-Styleヘビー級王座                                                                     |
| 第4代  | チャーリー・カトラー         | 1        | 1914年 7月 4日 | 1915年1月米国選手権主張者B.F.ローラーを破り、同年2月にゴッチが保持していた王座を主張した。一部の地区で認定される。   |
| 第5代  | ジョー・ステッカー           | 1        | 1915年 7月 5日 | オマハ、世界ヘビー級王座                                                                                             |
| 第6代  | アール・キャドック           | 1        | 1917年 4月 9日 | オマハ、世界ヘビー級王座                                                                                             |
| 第7代  | ジョー・ステッカー           | 2        | 1920年 7月 4日 | ニューヨーク、世界ヘビー級王座                                                                                       |
| 第8代  | エド・ルイス                 | 1        | 1921年12月13日 | ニューヨーク、世界ヘビー級王座                                                                                       |
| 第9代  | スタニスラウス・ズビシュコ   | 1        | 1922年 3月 3日 | ニューヨーク、世界ヘビー級王座                                                                                       |
| 第10代 | エド・ルイス                 | 2        | 3月22日        | ウィチタ、世界ヘビー級王座                                                                                           |
| 第11代 | ウェイン・マン               | 1        | 1925年 1月 8日 | カンザスシティ、世界ヘビー級王座                                                                                     |
| 第12代 | スタニスラウス・ズビシュコ   | 2        | 4月25日        | フィラデルフィア、世界ヘビー級王座ミシガン・イリノイ地区では引き続きマンを認定。                                     |
| 第13代 | ジョー・ステッカー           | 3        | 5月30日        | セントルイス、世界ヘビー級王座                                                                                       |
| 第14代 | エド・ルイス                 | 3        | 1928年 2月20日 | セントルイス、世界ヘビー級王座（のちのAWA王座（ボストン版））                                                        |
| 第15代 | ガス・ソネンバーグ           | 1        | 1929年 7月 4日 | ボストン、1月にルイスを破るが7月に剥奪され、別途AWA王座（ボストン版）となる                                          |
| 第16代 | エド・ダン・ジョージ         | 1        | 1931年 2月10日 | ロサンゼルス、AWA王座（ボストン版、AWAの記録では1930年12月）。4月にルイスに敗れる                                    |
| 第17代 | ヘンリー・デグレーン         | 1        | 5月 7日        | モントリオール、AWA世界ヘビー級王座（ボストン版）をルイスから奪取                                                    |
| 第18代 | エド・ダン・ジョージ         | 2        | 7月 7日        | ボストン、AWA世界ヘビー級王座（ボストン版、AWAの記録では1933年7月）                                                  |
| 第19代 | ダノ・オマホニー             | 1        | 1935年 6月30日 | ボストン、旧NWA世界ヘビー級王座を27日に獲得し（第3代）、AWA（ボストン版、7月30日ジョージを破り獲得）と統一           |
| 第20代 | ディック・シカット           | 1        | 1936年 3月 2日 | ニューヨーク、旧NWA王座のみ移動としていたが、1936年9月空位と発表される                                               |
| 第21代 | アリ・ババ                   | 1        | 4月24日        | デトロイト、シカットに勝利したと主張 1936年6月12日、ニューアークでデーヴ・レビンに反則負けするが、引き続き王座を主張 |
| 第22代 | エベレット・マーシャル       | 1        | 6月26日        | コロンバス 1935年7月にコロラド州版世界王者としてMWA世界ヘビー級王座も認定を受けていた                                |
| 第23代 | ルー・テーズ                 | 1        | 1937年12月29日 | セントルイス、MWA世界ヘビー級王座。1938年1月25付でAWAボストン版王座も授与される                                      |
| 第24代 | スティーブ・ケーシー         | 1        | 1938年 2月11日 | ボストン、AWA世界ヘビー級王座（ボストン版）の系譜はここで終わる。一方でMWAも指定の防衛戦を行わなかったので剥奪       |
| 第25代 | エベレット・マーシャル       | 2        | 9月14日        | 旧NWA総会により空位であった旧NWA版王座を認定される                                                                   |
| 第26代 | ルー・テーズ                 | 2        | 1939年 2月23日 | セントルイス、旧NWA世界ヘビー級王座                                                                                  |
| 第27代 | ブロンコ・ナグルスキー       | 1        | 6月23日        | ヒューストン、旧NWA世界ヘビー級王座                                                                                  |
| 第28代 | レイ・スチール               | 1        | 1940年 3月 7日 | セントルイス、旧NWA世界ヘビー級王座                                                                                  |
| 第29代 | ブロンコ・ナグルスキー       | 2        | 1941年 3月11日 | ミネアポリス、旧NWA世界ヘビー級王座                                                                                  |
| 第30代 | サンダー・ザボー             | 1        | 6月 5日        | セントルイス、旧NWA世界ヘビー級王座                                                                                  |
| 第31代 | ビル・ロンソン               | 1        | 1942年 2月19日 | セントルイス、旧NWA世界ヘビー級王座                                                                                  |
| 第32代 | ユーボン・ロバート           | 1        | 10月17日       | モントリオール、旧NWA世界ヘビー級王座                                                                                |
| 第33代 | ボビー・マナゴフ             | 1        | 11月27日       | ヒューストン、旧NWA世界ヘビー級王座                                                                                  |
| 第34代 | ビル・ロンソン               | 2        | 1943年 2月19日 | セントルイス、旧NWA世界ヘビー級王座                                                                                  |
| 第35代 | ホイッパー・ビリー・ワトソン | 1        | 1947年 2月21日 | セントルイス、旧NWA世界ヘビー級王座                                                                                  |
| 第36代 | ルー・テーズ                 | 3        | 4月25日        | セントルイス、旧NWA世界ヘビー級王座                                                                                  |
| 第37代 | ビル・ロンソン               | 3        | 11月21日       | ヒューストン、旧NWA世界ヘビー級王座                                                                                  |

## 第38代（初代）以降
オーヴィル・ブラウンを初代王者とする場合は下記に掲載されている第38代王者が第2代王者となる。
| 歴代    | レスラー                     | 戴冠回数 | 戴冠日付       | 戴冠場所                                                                             |
| ------- | ---------------------------- | -------- | -------------- | ------------------------------------------------------------------------------------ |
|         | オーヴィル・ブラウン         | 1        | 1948年 1月 5日 | デモイン                                                                             |
| 第38代  | ルー・テーズ                 | 4        | 1949年11月27日 |                                                                                      |
| 第39代  | ホイッパー・ビリー・ワトソン | 2        | 1956年 3月15日 | トロント                                                                             |
| 第40代  | ルー・テーズ                 | 5        | 11月 9日       | セントルイス                                                                         |
| 第41代  | ディック・ハットン           | 1        | 1957年11月14日 | トロント                                                                             |
| 第42代  | パット・オコーナー           | 1        | 1959年 1月 9日 | セントルイス                                                                         |
| 第43代  | バディ・ロジャース           | 1        | 1961年 6月30日 | シカゴ                                                                               |
| 第44代  | ルー・テーズ                 | 6        | 1963年 1月24日 | トロント                                                                             |
| 第45代  | ジン・キニスキー             | 1        | 1966年 1月 7日 | セントルイス                                                                         |
| 第46代  | ドリー・ファンク・ジュニア   | 1        | 1969年 2月11日 | タンパ                                                                               |
| 第47代  | ハーリー・レイス             | 1        | 1973年 5月24日 | カンザスシティ                                                                       |
| 第48代  | ジャック・ブリスコ           | 1        | 7月20日        | ヒューストン                                                                         |
| 第49代  | ジャイアント馬場             | 1        | 1974年12月 2日 | 鹿児島県立体育館                                                                     |
| 第50代  | ジャック・ブリスコ           | 2        | 12月 9日       | 豊橋市体育館                                                                         |
| 第51代  | テリー・ファンク             | 1        | 1975年12月10日 | マイアミ                                                                             |
| 第52代  | ハーリー・レイス             | 2        | 1977年 2月 6日 | トロント                                                                             |
| 第53代  | ダスティ・ローデス           | 1        | 1979年 8月21日 | タンパ                                                                               |
| 第54代  | ハーリー・レイス             | 3        | 8月26日        | オーランド                                                                           |
| 第55代  | ジャイアント馬場             | 2        | 10月31日       | 愛知県体育館                                                                         |
| 第56代  | ハーリー・レイス             | 4        | 11月 7日       | 尼崎市体育館                                                                         |
| 第57代  | ジャイアント馬場             | 3        | 1980年 9月 4日 | 佐賀スポーツセンター                                                                 |
| 第58代  | ハーリー・レイス             | 5        | 9月10日        | 大津市皇子が丘公園体育館                                                             |
| 第59代  | トミー・リッチ               | 1        | 1981年 4月27日 | オーガスタ                                                                           |
| 第60代  | ハーリー・レイス             | 6        | 5月 1日        | ゲインズビル                                                                         |
| 第61代  | ダスティ・ローデス           | 2        | 1981年 6月21日 | アトランタ                                                                           |
| 第62代  | リック・フレアー             | 1        | 9月17日        | カンザスシティ                                                                       |
| 第63代  | ハーリー・レイス             | 7        | 1983年 6月10日 | セントルイス                                                                         |
| 第64代  | リック・フレアー             | 2(3)     | 11月24日       | グリーンズボロ                                                                       |
| 第65代  | ハーリー・レイス             | (8)      | 1984年 3月21日 | ニュージーランド、ウェリントン                                                       |
| 第66代  | リック・フレアー             | (4)      | 3月23日        | シンガポール、カラン                                                                 |
| 第67代  | ケリー・フォン・エリック     | 1        | 5月 6日        | アービング                                                                           |
| 第68代  | リック・フレアー             | 3(5)     | 5月24日        | 横須賀市総合体育会館                                                                 |
| 第69代  | ダスティ・ローデス           | 3        | 1986年 7月26日 | グリーンズボロ                                                                       |
| 第70代  | リック・フレアー             | 4(6)     | 8月 9日        | セントルイス                                                                         |
| 第71代  | ロニー・ガービン             | 1        | 1987年 9月25日 | デトロイト                                                                           |
| 第72代  | リック・フレアー             | 5(7)     | 11月26日       | シカゴ                                                                               |
| 第73代  | リッキー・スティムボート     | 1        | 1989年 2月20日 | シカゴ                                                                               |
| 第74代  | リック・フレアー             | 6(8)     | 5月 7日        | ナッシュビル                                                                         |
| 第75代  | スティング                   | 1        | 1990年 7月 7日 | ボルチモア                                                                           |
| 第76代  | リック・フレアー             | 7(9)     | 1991年 1月11日 | イーストラザフォード                                                                 |
| 第77代  | 藤波辰爾                     | 1        | 3月21日        | 東京ドーム                                                                           |
| 第78代  | リック・フレアー             | 8(10)    | 5月19日        | セントピーターズバーグ                                                               |
| 第79代  | 蝶野正洋                     | 1        | 1992年 8月12日 | 国技館（リック・フレアーのWCW離脱後に行われたG1 CLIMAX兼王座決定トーナメントで優勝） |
| 第80代  | グレート・ムタ               | 1        | 1993年 1月 4日 | 東京ドーム                                                                           |
| 第81代  | バリー・ウインダム           | 1        | 2月21日        | アッシュビル                                                                         |
| 第82代  | リック・フレアー             | 9(11)    | 7月18日        | ビロキシ                                                                             |
| 第83代  | シェーン・ダグラス           | 1        | 1994年 8月27日 | フィラデルフィア（王座決定トーナメントで優勝）                                       |
| 第84代  | クリス・キャンディード       | 1        | 11月19日       | チェリーヒル（王座決定トーナメントで優勝）                                           |
| 第85代  | ダン・スバーン               | 1        | 1995年 2月24日 | アーランガー                                                                         |
| 第86代  | 小川直也                     | 1        | 1999年 3月14日 | 横浜アリーナ                                                                         |
| 第87代  | ゲーリー・スティール         | 1        | 9月25日        | シャーロット                                                                         |
| 第88代  | 小川直也                     | 2        | 10月 2日       | トマソン                                                                             |
| 第89代  | マイク・ラパーダ             | 1        | 2000年 9月19日 | タンパ（王座決定トーナメントで優勝）                                                 |
| 第90代  | サブゥー                     | 1        | 11月14日       | タンパ                                                                               |
| 第91代  | マイク・ラパーダ             | 2        | 12月22日       | ナッシュビル                                                                         |
| 第92代  | スティーブ・コリノ           | 1        | 2001年 4月24日 | タンパ                                                                               |
| 第93代  | 橋本真也                     | 1        | 12月15日       | マクニースポート（スティーブ・コリノ、ゲーリー・スティールを倒しての戴冠）           |
| 第94代  | ダン・スバーン               | 2        | 2002年 3月 9日 | 後楽園ホール                                                                         |
| 第95代  | ケン・シャムロック           | 1        | 2002年 6月19日 | ハンストビル（王座決定バトルロイヤルで優勝）                                         |
| 第96代  | ロン・キリングス             | 1        | 8月 7日        | ナッシュビル                                                                         |
| 第97代  | ジェフ・ジャレット           | 1        | 11月20日       | ナッシュビル                                                                         |
| 第98代  | AJスタイルズ                 | 1        | 2003年 6月11日 | ナッシュビル                                                                         |
| 第99代  | ジェフ・ジャレット           | 2        | 8月22日        | ナッシュビル                                                                         |
| 第100代 | AJスタイルズ                 | 2        | 2004年 4月21日 | ナッシュビル                                                                         |
| 第101代 | ロン・キリングス             | 2        | 5月19日        | ナッシュビル                                                                         |
| 第102代 | ジェフ・ジャレット           | 3        | 6月 2日        | ナッシュビル                                                                         |
| 第103代 | AJスタイルズ                 | 3        | 2005年 5月15日 | オーランド                                                                           |
| 第104代 | レイヴェン                   | 1        | 6月19日        | オーランド                                                                           |
| 第105代 | ジェフ・ジャレット           | 4        | 9月15日        | オールドキャッスル                                                                   |
| 第106代 | ライノ                       | 1        | 10月23日       | オーランド                                                                           |
| 第107代 | ジェフ・ジャレット           | 5        | 11月 3日       | オーランド                                                                           |
| 第108代 | クリスチャン・ケイジ         | 1        | 2006年 2月12日 | オーランド                                                                           |
| 第109代 | ジェフ・ジャレット           | 6        | 6月18日        | オーランド                                                                           |
| 第110代 | スティング                   | 2        | 10月22日       | デトロイト                                                                           |
| 第111代 | アビス                       | 1        | 11月19日       | オーランド                                                                           |
| 第112代 | クリスチャン・ケイジ         | 2        | 2007年 1月14日 | オーランド                                                                           |
| 第113代 | アダム・ピアース             | 1        | 2007年 9月 1日 | プエルトリコ（王座決定トーナメントで優勝）                                           |
| 第114代 | ブレント・オルブライト       | 1        | 2008年 8月 2日 | ニューヨーク                                                                         |
| 第115代 | アダム・ピアース             | 2        | 2008年 9月20日 | フィラデルフィア                                                                     |
| 第116代 | ブルー・デーモン・ジュニア   | 1        | 2008年10月25日 | メキシコシティ                                                                       |
| 第117代 | アダム・ピアース             | 3        | 2010年 3月14日 | シャーロット                                                                         |
| 第118代 | コルト・カバナ               | 1        | 2011年 3月 6日 | ハリウッド                                                                           |
| 第119代 | ザ・シーク（2代目）          | 1        | 2011年 4月23日 | ジャクソンビル                                                                       |
| 第120代 | アダム・ピアース             | 4        | 2011年 7月31日 | コロンバス                                                                           |
| 第121代 | コルト・カバナ               | 2        | 2012年 4月 8日 | グレンデール                                                                         |
| 第122代 | アダム・ピアース             | 5        | 2012年 7月21日 | カンザスシティー                                                                     |
| 第123代 | カハガス                     | 1        | 2012年11月 2日 | クレイトン                                                                           |
| 第124代 | ロブ・コンウェイ             | 1        | 2013年 3月16日 | サンアントニオ                                                                       |
| 第125代 | 小島聡                       | 1        | 2014年 1月 4日 | 東京ドーム                                                                           |
| 第126代 | ロブ・コンウェイ             | 2        | 2014年 6月 2日 | ラスベガス                                                                           |
| 第127代 | 天山広吉                     | 1        | 2015年 2月14日 | 仙台サンプラザ                                                                       |
| 第128代 | ジャックス・デイン           | 1        | 2015年 8月30日 | サンアントニオ                                                                       |
| 第129代 | ティム・ストーム             | 1        | 2016年10月21日 | シャーマン                                                                           |
| 第130代 | ニック・オールディス         | 1        | 2017年12月 9日 | シーウェル                                                                           |
| 第131代 | Cody                         | 1        | 2018年 9月 1日 | シカゴ                                                                               |
| 第132代 | ニック・オールディス         | 2        | 2018年10月21日 | ナッシュビル                                                                         |
| 第133代 | トレバー・マードック         | 2        | 2021年8月29日  | セントルイス                                                                         |
| 第134代 | マット・カルドナ             | 1        | 2022年2月12日  | オーク・グローブ                                                                     |
| 第135代 | トレバー・マードック         | 3        | 2022年6月11日  | ノックスビル                                                                         |
| 第136代 | タイラス                     | 1        | 2022年11月12日 | シャルメット                                                                         |
| 第137代 | EC3                          | 1        | 2023年8月27日  | セントルイス                                                                         |
| 第138代 | トム・ラティマー             | 1        | 2024年8月31日  | フィラデルフィア                                                                     |

## 備考
- 1957年6月14日、イリノイ州シカゴにおいて、エドワード・カーペンティアがルー・テーズを破ったが、裁定に食い違いが生じ、その後しばらくの間はカーペンティアとテーズが共にNWA世界王者を名乗った。
- 1962年8月31日オハイオ州コロンバスにおいて、ビル・ミラーとカール・ゴッチが、NWA世界ヘビー級王者バディ・ロジャースと控え室でトラブルを起こし試合を控えてたロジャーズは欠場。一時 対戦相手のジャイアント馬場に移動するが結局 馬場は返上。レコードとしては認められていない。
- 1984年4月にデビッド・フォン・エリックの王座獲得が内定していたが、その年の2月に死亡したために幻に終わっている。
- 1991年3月21日のリック・フレアー対藤波辰爾戦では、藤波が3カウントフォールを奪った（新日本プロレスのルールでは藤波の勝ち）ものの、その前にフレアーがオーバー・ザ・トップロープとなっており（NWA/WCWのルールでは藤波の反則負け）、藤波はNWA王座、フレアーはWCW王座とされた。
- 2002年5月28日よりTNAが管理する王座となり、ダン・スバーンの王座は取り上げられている。2007年5月13日TNAとの業務提携終了により、それまでの王者であったクリスチャン・ケイジはNWA王座を剥奪された[1]。
- ロン "ザ・トゥルース" キリングス（Ron "The Truth" Killings 現Rトゥルース) はケン・シャムロックを下してNWA世界ヘビー級王座を獲得したが、アフリカ系アメリカ人レスラーの同王座獲得は、旧NWAを含めたNWA世界ヘビー級王者としては史上初かつ2020年時点で唯一である。